# Paul Koppe
Paul Koppe (* 20. Januar 1928 in Koblenz; † 12. April 2003 in Mülheim an der Ruhr) war ein deutscher Chemiker.

## Leben
Koppe studierte Chemie in Freiburg und an der Technischen Hochschule Darmstadt, wo er im Juli 1960 promovierte. 1970 kam er zum Ruhrverband und übernahm dort die Leitung des Chemischen und Biologischen Laboratoriums. Darüber hinaus war er seit 1983 als Honorarprofessor für Chemie des häuslichen Abwassers und dessen Einwirkungen auf den Vorfluter an der Fakultät für Bauingenieurwesen der RWTH Aachen tätig.
Nach einem schweren Herzinfarkt im Herbst 1990 ging Koppe Anfang 1991 in den vorzeitigen Ruhestand. Der überzeugte Katholik engagierte sich nun ehrenamtlich in seiner Gemeinde „Heilig Geist“ in Mülheim an der Ruhr (wo er seit 1971 wohnte) im Bereich der Caritas sowie der Senioren- und Krankenpastoral. Am 12. April 2003 verstarb Paul Koppe an den Folgen eines Schlaganfalles. Seine Ehefrau Jutta, die er 1953 geheiratet hatte, blieb auch nach seinem Tod in Mülheim wohnen. Sie verstarb am 16. Januar 2011 in einem Hospiz in Bonn.
Das Ehepaar Koppe hinterließ drei Söhne: Michael, Matthias und Bruno. Letzterer ist Pfarrer am St.-Josef-Hospital in Bonn-Beuel.

## Ehrungen
- 1989: Verdienstkreuz 1. Klasse der Bundesrepublik Deutschland[3]
- 1990: Ehrenmitgliedschaft der Wasserchemischen Gesellschaft[4]

## Schriften (Auswahl)
- Über die elektrolytische Reduktion von Acetophenon und Benzophenon. (Beitrag zur Theorie der Überspannungswirkung). Von der Königlichen Technischen Hochschule zu Stuttgart zur Erlangung der Würde eines Doktor-Ingenieurs genehmigte Dissertation. Mit 3 Fig. und 4 Tafeln. Borna Druck Noske 1911
- Untersuchungen über den Einfluß der Stauhaltung eines Flusses auf die Wasserbeschaffenheit. (2 Bände). Verlag Bundesministerium für Forschung und Technologie 1983
- Kommunales Abwasser: Seine Inhaltsstoffe nach Herkunft, Zusammensetzung und Reaktionen im Kläranlagenprozeß einschließlich Klärschlämme. Vulcan Verlag 1998

Quelle: